# Платинагадолиний
Пла̀тинагадоли́ний — бинарное неорганическое соединение, интерметаллид
платины и гадолиния
с формулой PtGd,
кристаллы.

## Получение
- Сплавление стехиометрических количеств чистых веществ:

{\displaystyle {\mathsf {Pt+Gd\ {\xrightarrow {1650^{o}C}}\ GdPt}}}

## Физические свойства
Платинагадолиний образует кристаллы ромбической сингонии, пространственная группа P nma, параметры ячейки a = 0,7088 нм, b = 0,4502 нм, c = 0,5590 нм, Z = 4,
структура типа борида железа FeB
.
Соединение конгруэнтно плавится при температуре >1650 °C.
При температуре 4,2 К происходит переход в ферромагнитное состояние.